# Josip Tonkli
Josip Tonkli (21. května 1834 Breginj – 1. listopadu 1907 Gorizia) byl rakouský právník a politik slovinské národnosti z hrabství Gorice a Gradiška, v 2. polovině 19. století poslanec Říšské rady.

## Biografie
Byl synem kováře. Studoval školu v Gorizii, pak v letech 1858–1862 práva na Vídeňské univerzitě. Roku 1863 byl promován na doktora práv (jako první Slovinec z Gorice). Pracoval pak v advokátní kanceláři Dr. Rismonda v Gorizii, pak si zřídil vlastní advokátní praxi v Kanalu ob Soči, od roku 1870 v Gorizii. Od roku 1886 působil jako právník ve společnosti Österreichischer Lloyd v Terstu. Roku 1904 odešel do penze. Byl veřejně aktivní. Za zásluhy o organizování domobrany proti italské invazi byl v roce 1866 vyznamenán císařem. Na konci 60. let se angažoval v táborovém hnutí Slovinců.
Od roku 1867 zasedal na Zemském sněmu Gorice a Gradišky jako poslanec za kurii venkovských obcí, obvod Tolmin. Poslancem byl do roku 1870 a pak znovu od roku 1876 do roku 1895. Patřil mezi první poslance, kteří při sněmovním jednání používali slovinštinu. Zasazoval se o práva slovinského jazyka u místních soudů a úřadů. Od roku 1881 byl členem zemského výboru a od roku 1883 i náměstkem zemského hejtmana.
Působil také jako poslanec Říšské rady (celostátního parlamentu Předlitavska), kam kandidoval neúspěšně již v prvních přímých volbách roku 1873, kdy ho ale porazil Andrej Winkler. Do vídeňského parlamentu se nakonec dostal v doplňovacích volbách roku 1880 za kurii venkovských obcí v Gorici a Gradišce, obvod Gorice, Tolmin, Sežana atd. Slib složil 30. listopadu 1880. Mandát obhájil ve volbách roku 1885. Ve volebním období 1879–1885 se uvádí jako rytíř Dr. Josef von Tonkli, advokát a náměstek zemského hejtmana, bytem Gorizia.
Po volbách roku 1885 se uvádí jako člen konzervativního a federalistického Hohenwartova klubu. Byl kandidátem jednotné slovinské Národní strany. I na Říšské radě se vyslovoval ve prospěch národních a jazykových práv Slovinců. Dosáhl v tomto směru značných úspěchů díky českému ministru spravedlnosti Aloisi Pražákovi. Měl blízko k předsedovi vlády Eduardovi Taaffemu, zejména když převzal 1882 na jeho prosbu funkci zpravodaje pro návrh zákona o anarchistech. V roce 1883 získal díky přímluvě Taaffeho Řád železné koruny a s tím spojený rytířský titul. Poté, co se slovinský politický tábor rozdělil na klerikální a pokrokové křídlo, se přidal ke klerikálům, ale jeho politická kariéra již nepokračovala. Do parlamentu kandidoval i ve volbách roku 1891, ovšem porazil ho Anton Gregorčič.
Zemřel v listopadu 1907 po dlouhé a těžké nemoci.
Jeho bratr Nikolaj Tonkli (1844–1902) byl rovněž právníkem a politikem. Zasedal v zemském sněmu.